# Rối loạn sử dụng cần sa
Rối loạn sử dụng cần sa (CUD), còn được gọi là nghiện cần sa, được định nghĩa trong phiên bản thứ năm của Cẩm nang Chẩn đoán và Thống kê Rối loạn Tâm thần (DSM-5) và ICD-10 khi người bệnh tiếp tục sử dụng cần sa mặc dù suy giảm đáng kể về mặt lâm sàng.

## Dấu hiệu và triệu chứng
Sử dụng và lạm dụng cần sa có các triệu chứng ảnh hưởng đến hành vi, thể chất, nhận thức và tâm lý xã hội trong cuộc sống của một người. Các triệu chứng bao gồm kích động, mắt đỏ ngầu, khó khăn trong việc giải quyết vấn đề.
Sử dụng cần sa có liên quan đến các vấn đề sức khỏe tâm thần, chẳng hạn như rối loạn tâm trạng và lo lắng, và việc ngừng sử dụng cần sa là khó khăn đối với một số người dùng. Bệnh kèm theo tâm thần thường xuất hiện ở những người sử dụng cần sa phụ thuộc bao gồm một loạt các rối loạn nhân cách.
Việc sử dụng cần sa ở độ tuổi trẻ như tuổi thiếu niên, có thể có tác động nghiêm trọng đến chứng trầm cảm và lo lắng ở tuổi trẻ và sau này trong cuộc sống. Có bằng chứng cho thấy cần sa sử dụng trong thời niên thiếu, tại thời điểm não vẫn đang phát triển, có thể có tác động xấu đến sự phát triển thần kinh và hoạt động nhận thức sau này. Bộ não không hoàn toàn phát triển cho đến khi một người đạt đến độ tuổi 22-27. Sử dụng quá nhiều cần sa có thể gây hại cho sự phát triển này. Dựa trên dữ liệu khảo sát hàng năm, 7% học sinh trung học hút cần sa hàng ngày học tập với kết quả thấp hơn ở trường so với học sinh không hút. Các đặc tính an thần và giải lo âu của tetrahydrocannabinol (THC) ở một số người dùng có thể khiến việc sử dụng cần sa là một nỗ lực để tự điều trị nhân cách hoặc rối loạn tâm thần.

### Lệ thuộc
Sử dụng cần sa kéo dài tạo ra cả những thay đổi dược động học (cách cần sa được hấp thụ, phân phối, chuyển hóa và bài tiết) và thay đổi dược lực học (cách cần sa tương tác với các tế bào đích) vào cơ thể. Những thay đổi này đòi hỏi người dùng phải sử dụng liều cao hơn để đạt được hiệu quả mong muốn chung (được gọi là liều dung nạp cao hơn), củng cố hệ thống trao đổi chất của cơ thể để loại bỏ thuốc hiệu quả hơn và tiếp tục điều chỉnh thụ thể cannabinoid trong não.
Người sử dụng cần sa đã cho thấy khả năng phản ứng giảm với dopamine, cho thấy mối liên hệ có thể xảy ra với việc làm giảm hệ thống thưởng phạt của não và làm tăng cảm xúc tiêu cực và mức độ nghiện nặng.
Người sử dụng cần sa có thể phát triển khả năng chịu đựng các tác động của THC. Sự dung nạp đối với các tác động hành vi và tâm lý của THC đã được chứng minh ở người và động vật vị thành niên. Các cơ chế tạo ra sự dung nạp này đối với THC được cho là liên quan đến những thay đổi trong chức năng của thụ thể cannabinoid.
Theo Trung tâm Thông tin và Phòng chống Cần sa Quốc gia ở Úc, một dấu hiệu của sự phụ thuộc cần sa là một cá nhân dành nhiều thời gian hơn đáng kể so với người dùng giải trí trung bình phục hồi sau khi sử dụng hoặc thu được cần sa. Đối với một số người, sử dụng cần sa trở thành một phần đáng kể và gây rối trong cuộc sống của một cá nhân và người đó có thể gặp khó khăn trong việc đáp ứng các nghĩa vụ cá nhân hoặc tham gia các hoạt động quan trọng trong cuộc sống, thay vào đó là sử dụng cần sa. Những người phụ thuộc vào cần sa không có khả năng tự dừng hoặc giảm sử dụng cần sa. Một nghiên cứu đã chỉ ra rằng từ năm 2001-2002 đến 2012-2013, việc sử dụng cần sa ở Mỹ đã tăng gấp đôi.